# Castle Dale (Utah)

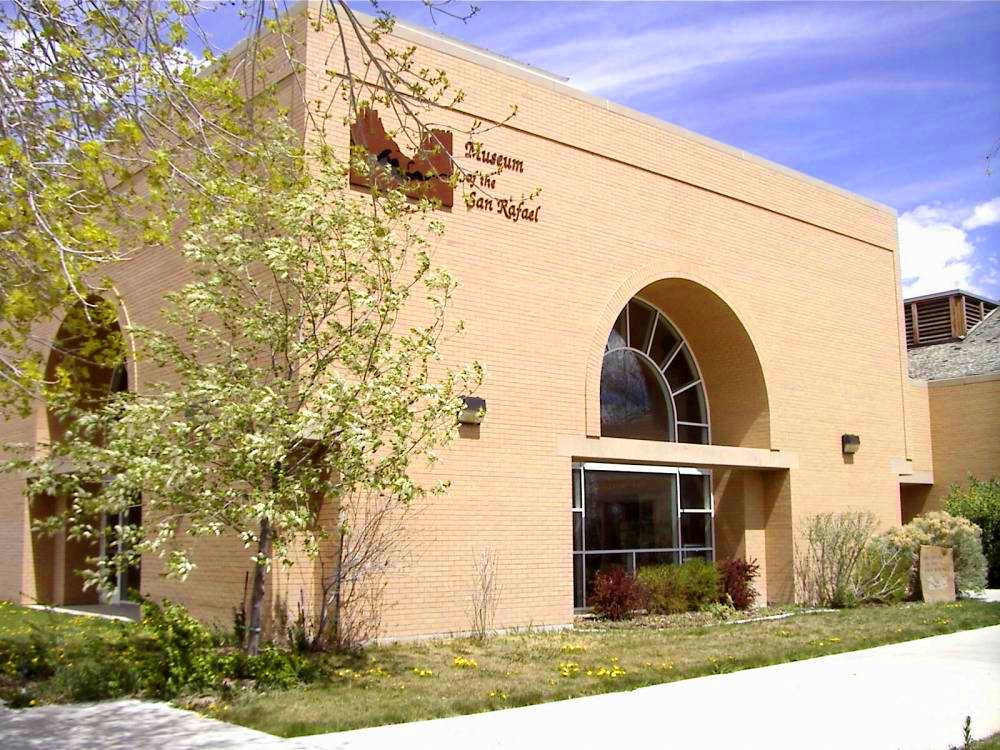
Museo de San tuno.

Castle es una ciudad en el condado de Emery, Utah, Estados Unidos. Según el censo de 2000 la población era de 1657 habitantes. Es la capital del condado de Emery.

## Geografía
Castle Dale se encuentra en las coordenadas 39°12′57″N 111°1′15″O / 39.21583, -111.02083.
Según la oficina del censo de Estados Unidos, la ciudad tiene una superficie total de 4,8 km². No tiene superficie cubierta de agua.

## Demografía
Según el censo de 2000, había 1.657 habitantes, 508 casas y 420 familias residían en la ciudad. La densidad de población era 342,1 habitantes/km². Había 618 unidades de alojamiento con una densidad media de 127,6 unidades/km².
La máscara racial de la ciudad era 95,47% blanco, 0,06% afroamericano, 0,66% indio americano, 0,54% asiático, 0,18% de las islas del Pacífico, 0,91% de otras razas y 2,17% de dos o más razas. Los hispanos o latinos de cualquier raza eran el 2,17% de la población.
Había 508 casas, de las cuales el 49,2% tenía niños menores de 18 años, el 72,6% eran matrimonios, el 7,1% tenía un cabeza de familia femenino sin marido, y el 17,3% no eran familia. El 15,6% de todas las casas tenían un único residente y el 7,9% tenía sólo residentes mayores de 65 años. El promedio de habitantes por hogar era de 3,22 y el tamaño medio de familia era de 3,60.
El 37,2% de los residentes era menor de 18 años, el 9,7% tenía edades entre los 18 y 24 años, el 23,5% entre los 25 y 44, el 21,5% entre los 45 y 64, y el 8,1% tenía 65 años o más. La media de edad era 28 años. Por cada 100 mujeres había 105,8 hombres. Por cada 100 mujeres de 18 años o más, había 100,4 hombres.
El ingreso medio por casa en la ciudad era de 44.185$, y el ingreso medio para una familia era de 48.603$. Los hombres tenían un ingreso medio de 40.515$ contra 20.294$ de las mujeres. Los ingresos per cápita para la ciudad eran de 14.175$. Aproximadamente el 6,7% de las familias y el 9,5% de la población estaban por debajo del nivel de pobreza, incluyendo el 12,4% de menores de 18 años y el 5,6% de mayores de 65.
- Datos: Q130074
- Multimedia: Castle Dale, Utah / Q130074